# Silverton (Ohio)
Silverton es una ciudad ubicada en el condado de Hamilton en el estado estadounidense de Ohio. En el Censo de 2010 tenía una población de 4788 habitantes y una densidad poblacional de 1.662,46 personas por km².

## Geografía
Silverton se encuentra ubicada en las coordenadas 39°11′18″N 84°24′3″O / 39.18833, -84.40083. Según la Oficina del Censo de los Estados Unidos, Silverton tiene una superficie total de 2.88 km², de la cual 2.88 km² corresponden a tierra firme y (0%) 0 km² es agua.

## Demografía
Según el censo de 2010, había 4788 personas residiendo en Silverton. La densidad de población era de 1.662,46 hab./km². De los 4788 habitantes, Silverton estaba compuesto por el 43.96% blancos, el 51.42% eran afroamericanos, el 0.31% eran amerindios, el 0.84% eran asiáticos, el 0.02% eran isleños del Pacífico, el 0.73% eran de otras razas y el 2.72% pertenecían a dos o más razas. Del total de la población el 2.49% eran hispanos o latinos de cualquier raza.